# Pulloxhill
Pulloxhill – wieś w Anglii, w hrabstwie ceremonialnym Bedfordshire, w dystrykcie (unitary authority) Central Bedfordshire. Leży 16 km na południe od centrum miasta Bedford i 59 km na północny zachód od centrum Londynu.